# レディ・テディ
「レディ・テディ」(Ready Teddy) は、ジョン・マラスカルコとロバート・ブラックウェルが書き、リトル・リチャードによって最初に人気が出た1956年の楽曲。この録音で、リトル・リチャードはピアノを演奏しながら歌い、バックを務めたバンドには、 リー・アレン（テナー・サックス）、アルヴィン・"レッド"・タイラー（バリトン・サックス）、エドガー・ブランチャード（ギター）、フランク・フィールズ（ベース）、アール・パーマー (ドラムス)がいた。
この曲は、その後、バディ・ホリー、トルネイドース、エルヴィス・プレスリー、トニー・シェリダンなどがカバーした。1956年9月9日、『エド・サリヴァン・ショー』に初めて出演したプレスリーは、「冷たくしないで」、「ラヴ・ミー・テンダー」、「ハウンド・ドッグ」とともに、この曲を演奏した。
1960年、フェデリコ・フェリーニ監督のイタリア映画『甘い生活』には、アドリアーノ・チェレンターノがイタリア語で歌うこの曲が盛り込まれた。